# Guillaume Des Autels
Guillaume Des Autels, né en 1529 en Bourgogne et mort dans les années 1580, est un poète et polémiste français associé à la Pléiade.

## Naissance et famille

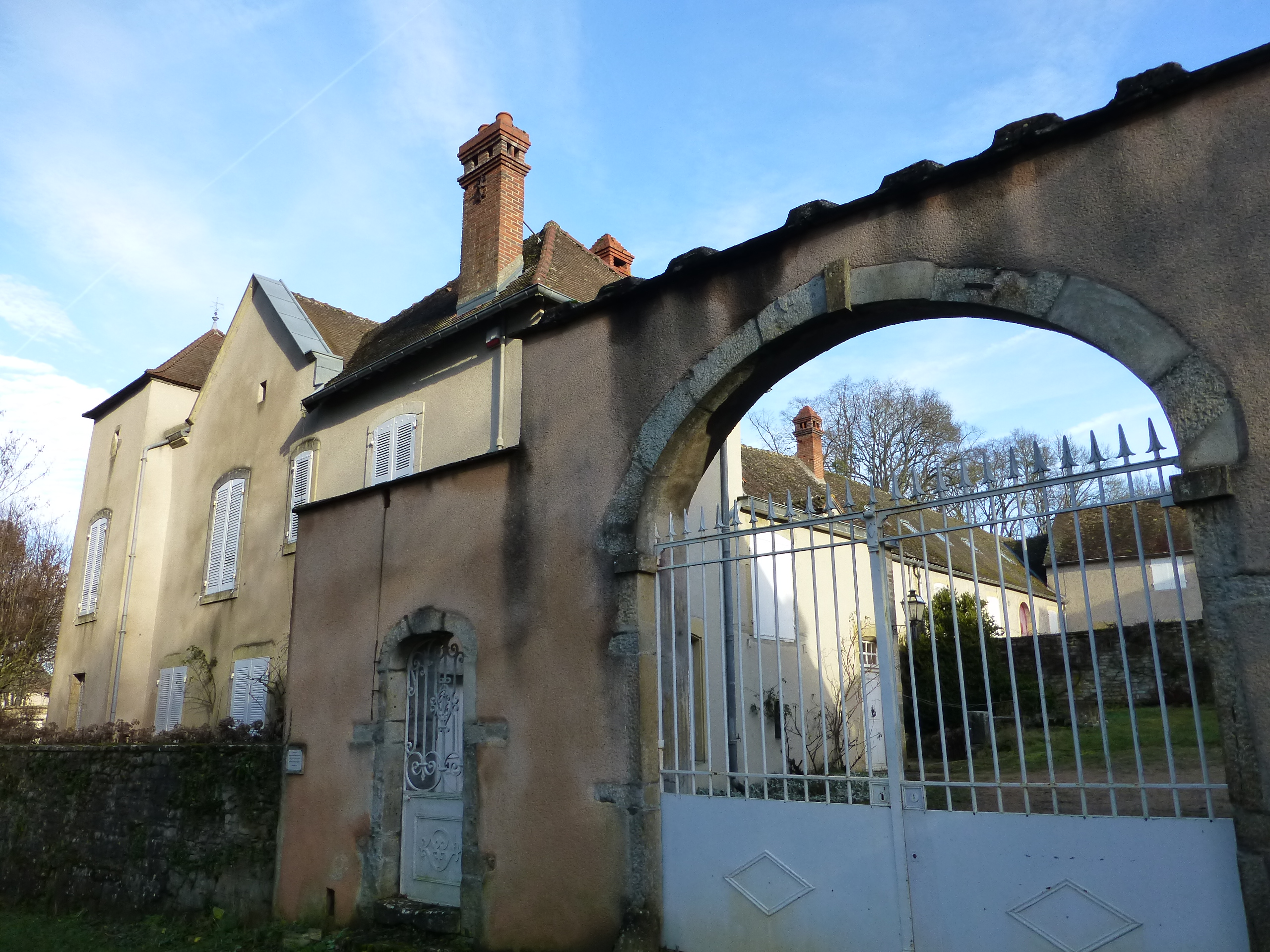
Les Hôtels : maison de naissance de Guillaume Des Autels au Puley.

Son lieu exact de naissance n'est pas connu de façon précise, mais plusieurs lieux sont cités dans divers ouvrages : Montcenis, Charolles ce qui est accrédité par le fait qu'il signait souvent ses œuvres par la mention « Gentilhomme Charollais » (le terme peut également désigner le comté et pas uniquement la ville); Vernoble, château désormais disparu, appartenant à sa famille et situé vers Genouilly, et le Puley au château des Hôtels, l'autre propriété familiale où il a passé une partie de son enfance. Cette dernière hypothèse étant accréditée dans des écrits laissés par le poète ainsi que par Ronsard,. On le dit cousin de Pontus de Thiard, originaire de la commune voisine de Bissy-sur-Fley.

## Biographie
Des Autels étudia les lettres, la philosophie et le droit à l’université de Valence et passa une partie de sa jeunesse à Romans et à Saint-Donat dans le Dauphiné. Il prit part, contre Louis Meigret, aux querelles de son temps sur les réformes orthographiques,.
En 1553, il fait partie de la Pléiade (Élégie à La Péruse), mais son nom disparaît dès 1555 (Hymne de Henri II).
Ses principaux recueils de poésies, imprimés à Lyon, sont : le Repos du plus grand travail, paru en 1550 ; la Suite du repos, en 1551 et l’Amoureux repos, en 1553, La pais venue du ciel en 1559, , Récréation et passe-temps des tristes, traitant des choses plaisantes et récréatives touchant l'amour, en 1573. On lui doit également la Paix venue du ciel, dédiée à « monseigneur l’évêque d’Arras » Antoine de Granvelle, avec le Tombeau de l’empereur Charles V, tousjours Auguste, 1559, Réplique de Guillaume Des Autelz aux furieuses défenses de Louis Meigret, 1556, Harengue au peuple françois contre la rébellion, 1560, et un traité touchant l'orthographe en 1549.
Guillaume des Autels, qui désigne dans ses vers sous le nom de sa Sainte la maîtresse poétique qu’il s’était choisie, et qui se nommait Denise, vécut assez vieux, mais la date précise de sa mort est inconnue,.

## Hommages
Un collège de Charolles porte son nom.

## Sources
- Louis Becq de Fouquières, Œuvres choisies des poètes français du XVIe siècle, contemporains de Ronsard, Paris, G. Charpentier, 1879, p. 38.
- Claus-Peter Haverkamp, Guillaume des Autels et la Pléïade, article (en deux parties) paru dans la revue « Images de Saône-et-Loire » n° 162 de juin 2010 (pages 4 à 6) et n° 163 de septembre 2010 (pages 9 à 11).
- Lucien Taupenot (alias Luc Hopneau), Guillaume Des Autels (1529-1589) : un poète de chez nous, membre de la Pléiade, revue « Images de Saône-et-Loire » n° 73 (printemps 1988), pp. 22-24.
- Jean-Pierre Valabrègue, Guillaume des Autels, gentilhomme charolais (1529-1581), Le Caractère en marche, 2018 (88 p.).